# Forres Castle
Forres Castle ist der Name eines ehemaligen Forts und einer ehemaligen Burg bei Forres in der schottischen Council Area Moray.
Das Fort wurde 850 von den Wikingern zerstört.
Forres wurde 1140 von König David I. zum Royal Burgh erhoben. Die einst königliche Burg wurde um diese Zeit als Motte errichtet. 1297 wurde sie von Anhängern von Wallace niedergebrannt, dann aber wieder aufgebaut. Die Könige Wilhelm der Löwe und Alexander II. weilten ebenso auf der Burg wie 1346 König David II. Im 14. Jahrhundert wurde die Burg verstärkt, aber 1390 von den Truppen von Alexander Stewart, 1. Earl of Buchan, niedergebrannt.
Der Clan Dunbar hielt das wiederaufgebaute Forres Castle bis ins 17. Jahrhundert, dann verfiel es. Heute ist oberirdisch nichts mehr davon zu sehen.